# Cap San Diego

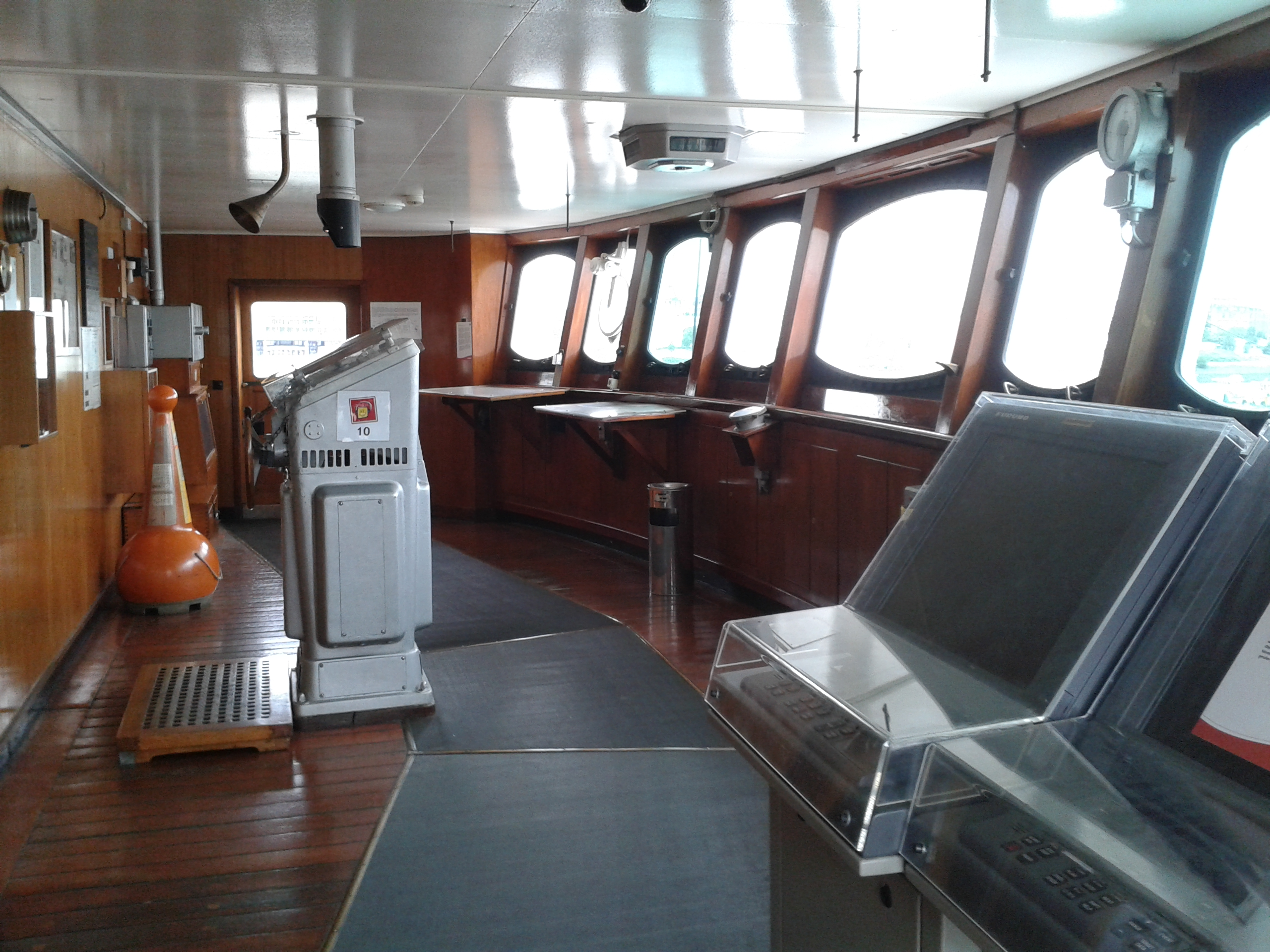
Brücke

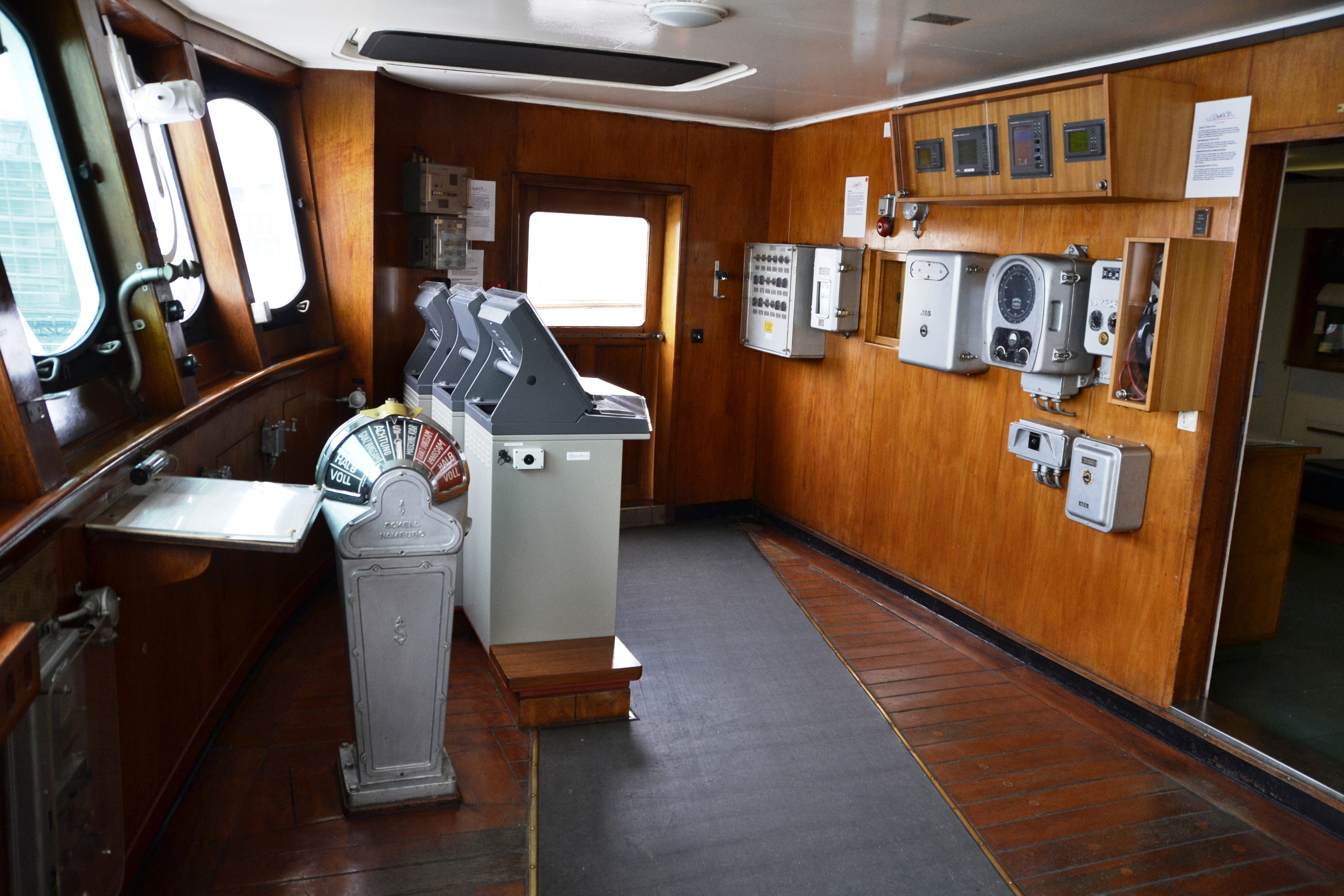
Brücke

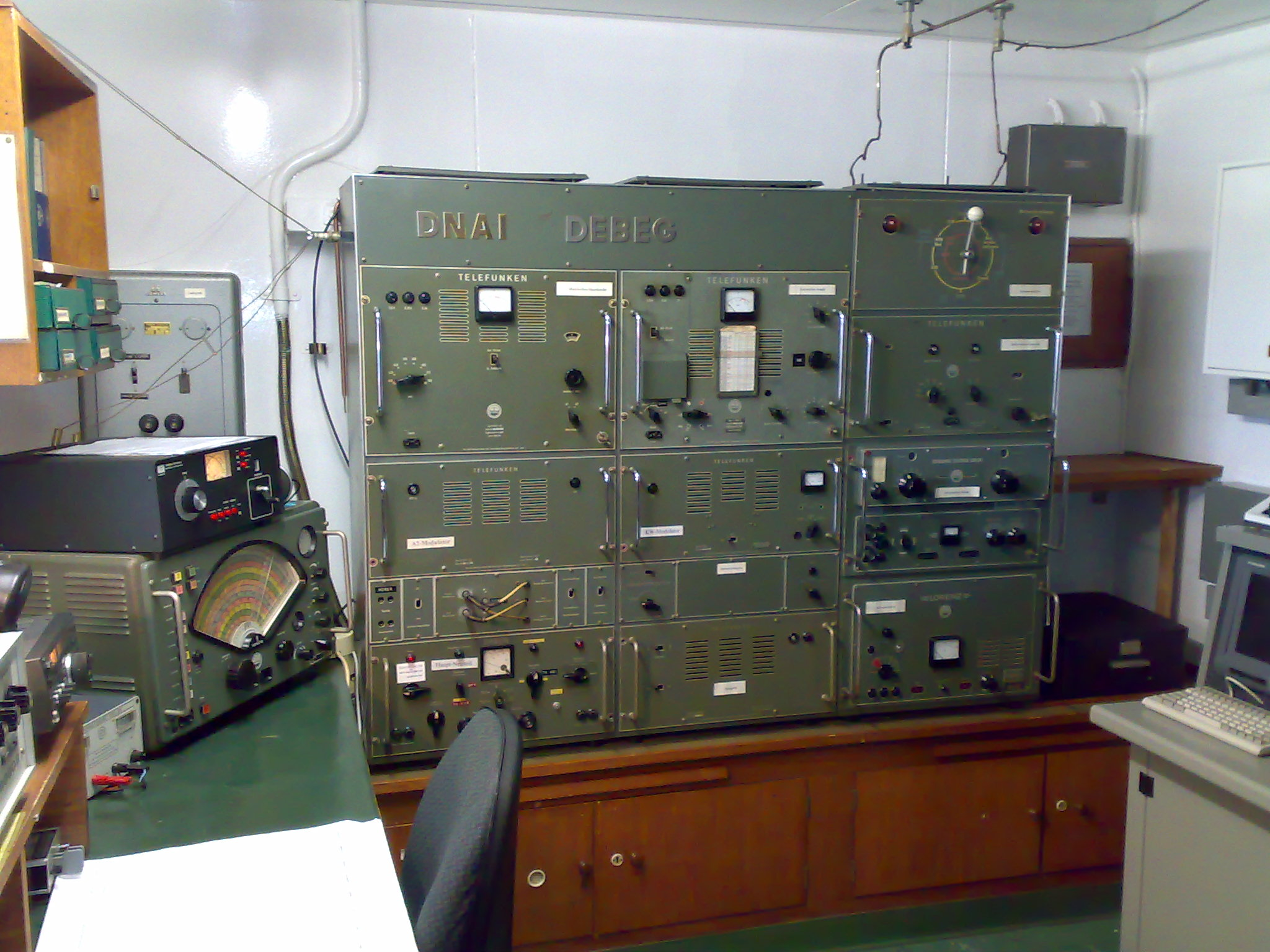
Funkraum der CAP San Diego mit Mittel-, Grenz- und Kurzwellensendern (Grüner Kasten mit Aufschrift des Rufzeichens DNAI) Links im Bild ein Allwellenempfänger. Die Amateurfunkanlage ganz links im Bild ist nicht Bestandteil der Seefunkanlage und wurde später installiert.

Die Cap San Diego ist ein Museumsschiff mit Liegeplatz an der Überseebrücke im Hamburger Hafen und gehört zur sogenannten ersten Cap-San-Klasse. Der 1961 gebaute Stückgutfrachter war bis in die 1980er Jahre im Liniendienst nach Südamerika eingesetzt.
Das Motorschiff Cap San Diego ist das größte betriebsfähige Museumsfrachtschiff der Welt. Es stellt den Höhepunkt des mechanisierten Frachtschiffbaus in Deutschland dar, bei dem eine maximale Ausprägung der meisten in der Frachtschifffahrt entwickelten Berufsbilder an Bord zu beobachten war.

## Geschichte

### Bau und Indienststellung
Das Schiff wurde von der Deutschen Werft AG in Hamburg für die Reederei Hamburg Süd als letztes Schiff einer Serie baugleicher Stückgutfrachter gebaut und lief 1961 als Cap San Diego vom Stapel. Benannt wurde es nach der östlichsten Spitze der Isla Grande de Tierra del Fuego. Auch die anderen Schiffe der Klasse erhielten ihren Namen nach auffälligen Wegmarken Südamerikas.
Die zum großen Teil von Cäsar Pinnau gestalteten Schiffe dieses Typs wurden ihrer eleganten Form wegen auch als „Die weißen Schwäne des Südatlantiks“ betitelt. Ihre Jungfernfahrt führte das Schiff über die USA nach Australien und zurück. Anschließend wurde es in der Südamerikafahrt eingesetzt.
Als konventionelles Stückgutschiff wurde die Cap San Diego mit sechzehn Ladebäumen, zwei Bordkranen und einem Schwergutbaum ausgestattet. Von fünf Laderäumen, die über bis zu drei Zwischendecks verfügen, waren ursprünglich zwei als Kühlladeräume eingerichtet. Des Weiteren hatte das Schiff noch sechs beheizbare Ladetanks zum Transport von Süßölen (bezeichnet Fette Öle beim Seetransport). Zwei dieser Tanks konnten als Wechseltanks auch für den Transport von Stückgut umgerüstet werden und wurden als „Luke 6“ bezeichnet. 1962 wurden zusätzlich noch zwei weitere Kühlladeräume eingebaut. Damit konnte die Hälfte aller Laderäume Kühlgüter aufnehmen. Ab 1963 wurden das Schiff und seine fünf Schwesterschiffe als Fracht- und Kühlschiffe zertifiziert. Das geschah im Schiffszertifikat des Registergerichtes, im Messbrief des Bundesamtes für Schiffsvermessung und im Klassifikations- sowie im Sicherheitszertifikat der Klassifikationsgesellschaft Germanischer Lloyd.
Das Deckshaus ist ausgestattet für 34 bis 40 Besatzungsmitglieder, darunter ein Funker, ein Wäscher, ein Zahlmeister, ein Zimmermann und ein Bootsmann. Aufgrund der Passagiereinrichtungen wurden zwei Köche, ein Bäcker, ein Obersteward und fünf Stewards eingesetzt. Heute sind alle diese Berufe bis auf einen Koch auf deutschen Frachtschiffen nicht mehr zu finden. Auch das separate Passagierdeck mit gut ausgestatteten Passagierkabinen, Salon, Speisezimmer, Bar und Außenschwimmbad mit Poolbar ist auf Frachtschiffen heute nicht mehr üblich. Diese Einrichtungen waren seinerzeit bei den Südamerikareisenden sehr beliebt. Verglichen mit ihren Nachfolgern im Südamerikadienst, war die Cap San Diego mit ihrem Ladegeschirr universell ausgestattet und konnte den Ladungsumschlag in den südamerikanischen Häfen mit eigenen Mitteln durchführen. Die Schiffe der Cap-San-Klasse waren, im Gegensatz zu ihren modernen Nachfolgern, dadurch weniger abhängig von der jeweiligen Infrastruktur der angelaufenen Häfen.

### Im Südamerika-Liniendienst
Zusammen mit ihren fünf Schwesterschiffen bediente die Cap San Diego die Route Hamburg–Südamerika. Sie transportierte unter anderem Maschinen, Chemikalien und Automobile, aber auch lebende, trächtige Kühe in Richtung Südamerika und Kaffee, Fleisch, Äpfel, Birnen, Weintrauben, Orangen, Textilien, Süßöle und Fruchtsaftkonzentrat in Richtung Hamburg. Neben Gefrierfleisch konnte als Besonderheit Kühlfleisch an Haken von der Decke hängend bei etwa −1 °C befördert werden. Eine derartige Spezialladung, die besonders hohe Frachtraten hatte, konnten nur sehr wenige Kühlschiffe transportieren. Die Ladung wurde in Buenos Aires oft durch Kuhfelle ergänzt, die einzeln in den unteren Laderäumen ausgebreitet und eingesalzen wurden. Entladen wurden diese Felle in Hamburg von Pansenkloppern. Durch die große Menge der verladenen Güter und die vor der Einführung des ISO-Containers langwierigen Ladeprozesse betrugen die Liegezeiten in Buenos Aires bis zu vierzehn Tage.
In einer Zeit, in der der Interkontinentalverkehr mit Flugzeugen noch nicht selbstverständlich war, nutzten viele Menschen die Möglichkeit, mit diesen Frachtern nach und von Südamerika zu reisen. Den jeweils bis zu zwölf Passagieren an Bord wurden dabei nahezu alle Annehmlichkeiten geboten, die es sonst nur auf Passagier- und Kombischiffen gab – von klimatisierten Kabinen über ein eigenes Passagierdeck mit Lounge und separatem Speisesaal bis zum Außenschwimmbad mit Poolbar.
In den folgenden rund zwanzig Jahren nach dem Stapellauf fuhr die Cap San Diego im Liniendienst zwischen Europa und der Ostküste Südamerikas. Eine Rundreise dauerte etwa sechzig Tage; insgesamt absolvierte sie in dieser Zeit 120 Rundreisen. 1981 wurde das Schiff an die spanische Reederei Ybarra verkauft, von der sie unter panamaischer Flagge ein Jahr lang unter Hamburg-Süd-Charter weiter im Südamerikadienst eingesetzt wurde. Danach wurde der Name in San Diego geändert. 1986 wurde sie an die Multitrade Shipping in Monrovia verkauft und in Sangria umbenannt, um anschließend unter der Flagge von St. Vincent und den Grenadinen mit Heimathafen Kingstown zu fahren.

### Außerdienststellung
Die meisten Linienfrachter in diesem Fahrtgebiet wurden ab den 1980er Jahren durch Containerschiffe ersetzt. So lösten die bei der Seebeckwerft in Bremerhaven gebauten Vollcontainerschiffe der Monte-Klasse ab 1984 die Stückgutfrachter der ersten Cap-San-Klasse im Südamerika-Dienst ab. Jene wurden wiederum durch Vollcontainerschiffe der zweiten Cap-San-Klasse ersetzt. Beide Klassen hatten eine sehr große Kühlcontainerkapazität und waren mit Einrichtungen für Porthole-Container ausgestattet. Ab 2004 nachfolgende Schiffe der Monte- und später der Rio-Klasse erhielten Anschlüsse für Integralcontainer, sie galten bei der Indienststellung als die Schiffe mit der weltweit größten Kühlcontainerkapazität.

### Wandlung zum Museumsschiff

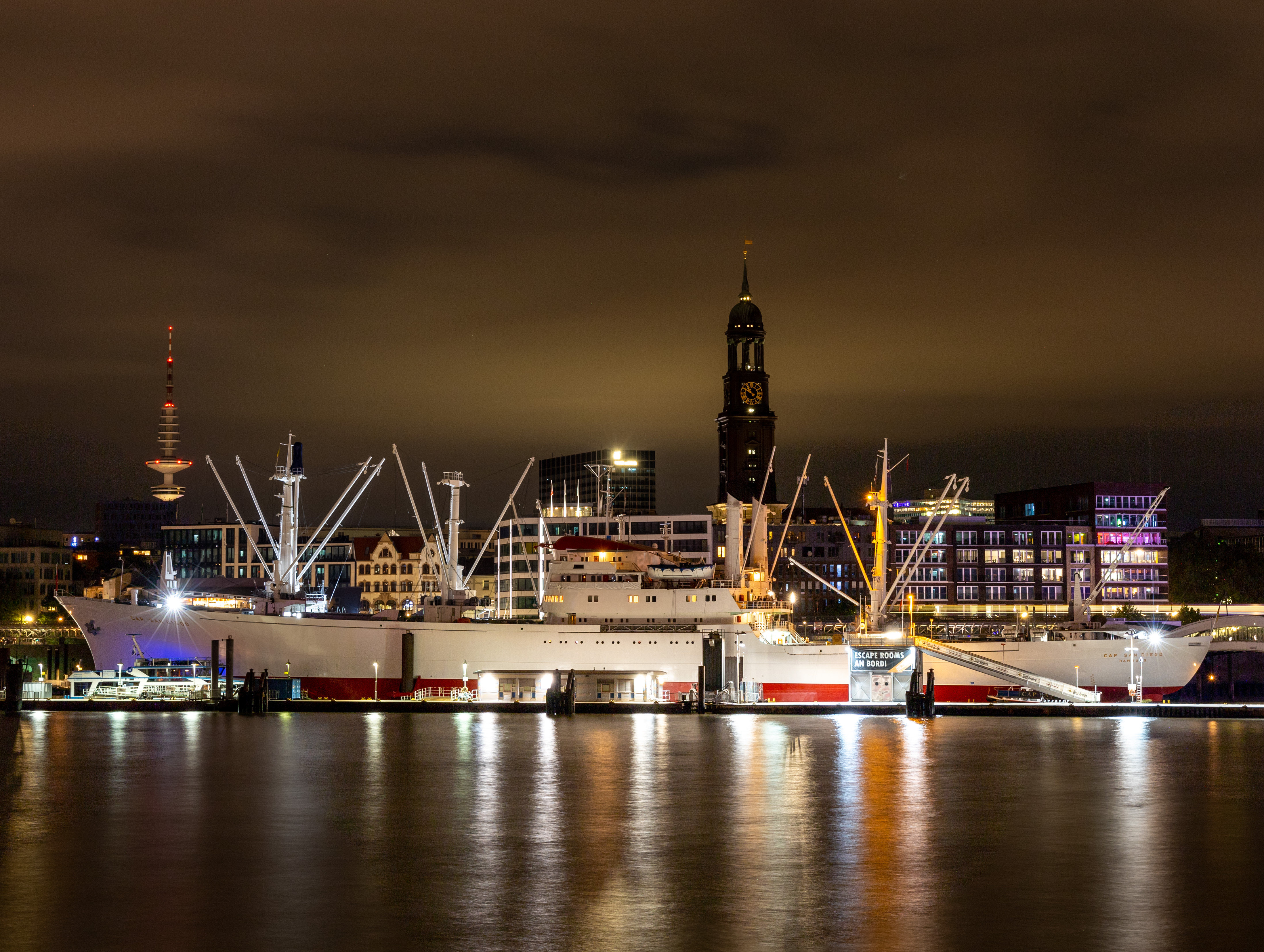
Die Cap San Diego bei den St.-Pauli-Landungsbrücken (2021)

Kurz vor der Verschrottung erwarb die Freie und Hansestadt Hamburg die Sangria. Sie erreichte im Oktober 1986 Cuxhaven in einem sehr schlechten Zustand. Sie wurde hier in einer Woche von vielen Freiwilligen notdürftig hergerichtet und lief am 31. Oktober Hamburg an. Vom vorübergehenden Liegeplatz am Kirchenpauerkai verholte sie nach sechs Wochen nach Neumühlen. Hier blieb sie, bis sie am 30. September 1989 an die Außenseite der Überseebrücke wechselte. An ihren heutigen Liegeplatz an deren Innenseite wurde sie gut ein Jahr später verholt.
Schrittweise wurden Renovierungs- und Erhaltungsarbeiten durchgeführt, um die Umwandlung zum Museumsschiff mit Räumen für Ausstellungen und Veranstaltungen zu realisieren. 1987 erfolgte eine Generalüberholung im Dock 15 der Howaldtswerke-Deutsche Werft (Werk Ross).
Ab 1989 begannen arbeitslos gewordene ehemalige HDW-Arbeiter, die von der Beschäftigungsfirma Ökotech nach der Werftschließung beschäftigt wurden, umfangreiche Bauarbeiten. In dieser Zeit erhielt das Schiff sein jetziges Innenleben u. a. durch Zusammenfassung der Steuerbord-Mannschaftskammern zum Bordrestaurant. Mit Durchbrüchen und Treppen in den Laderäumen und Süßöltanks wurde das Innere der Laderäume für Besucher besser zugänglich. Für die Beschäftigten und Freiwilligen wurden Sozialräume und Büros eingerichtet. Um das Schiff wieder in Fahrt zu bringen, erfolgten ab 1992 umfangreiche Maschinenarbeiten, Kolben und Buchsen wurden gezogen, Rettungsboote repariert sowie Lenz- und Ballastsysteme überholt. Nach erfolgreichen Reparaturarbeiten konnte das Museumsschiff im Juni 1995 aktiv an den Feierlichkeiten zum 100. Geburtstag des Nord-Ostsee-Kanals teilnehmen, wo sie als Repräsentantin der Stadt Hamburg Bestandteil der Schiffsparade war.

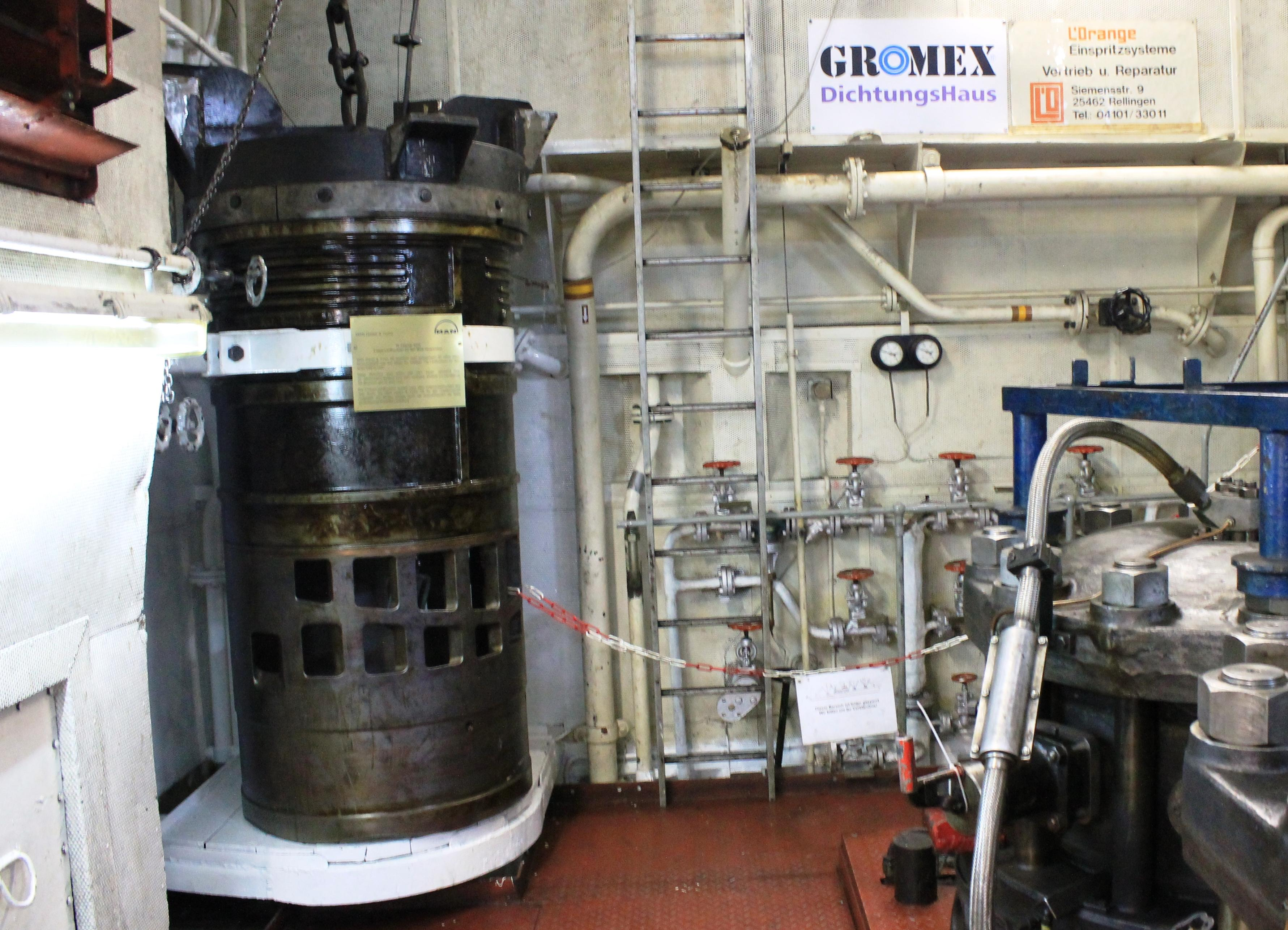
Cap San Diego, Zylinderstation mit der neuen Reservebuchse

2012 benötigte der siebte Zylinder der inzwischen über 50 Jahre alten Hauptmaschine eine neue Laufbuchse. Die zulässigen Verschleißtoleranzen dieser einzigen verchromten Buchse waren weit überschritten, und für das 1,8 Meter hohe Bauteil von fast einem Meter Durchmesser und zwei Tonnen Gewicht gab es weltweit keinen Ersatz mehr. Da die Modelle zur Herstellung der Gussform ebenfalls nicht mehr existierten, fertigten die MAN-Werke Rostock und Hamburg nach Original-Fertigungszeichnungen von MAN ein neues. Mit Hilfe dieses Modells wurden in Japan die Gussformen hergestellt und drei neue Zylinderlaufbuchsen aus Grauguss gegossen, bearbeitet und der Cap San Diego gespendet. So erhielt Zylinder 7 eine neue Buchse. Die zwei anderen Buchsen dienen als Reserve.

### Erneuerung der Klasse
Für die Erneuerung der Klasse muss die Cap San Diego alle fünf Jahre in die Werft. 2011 erfolgte die dafür notwendigen Arbeiten in Hamburg bei Blohm & Voss. Im Jahre 2016 wurde das Schiff vom 29. Februar bis zum 22. März 2016 beim Bremerhavener Werftenverbund German Dry Docks gedockt. 2021 wurde die Cap San Diego am 15. März gedockt, und zwar im Schwimmdock 5 der Bremerhavener Bredo Dry Docks. Bei Bredo Dry Docks (ehemals Bremerhavener Werftenverbund German Dry Docks) haben sich neben den Werftmitarbeitern und Fremdfirmen rund 30 Ehrenamtliche an den Arbeiten der turnusmäßigen Klasse beteiligt.
Am Freitag, 9. April 2021, wurde die Cap San Diego um 14.00 Uhr in Bremerhaven ausgedockt und kehrte nach fast vier Wochen Werftzeit am 10. April 2021 mit neuer Klasse an ihren Liegeplatz im Hamburger Hafen zurück. Das Budget von 1,4 Millionen Euro setzt sich zur Hälfte aus Fördermitteln durch das Denkmalschutzprogramm des Bundes und zur Hälfte aus Mitteln durch die Schiffseignerin, der Stiftung Hamburger Admiralität, zusammen.

## Betrieb als Museumsschiff

### Trägerschaft
1987 wurde durch die Freie und Hansestadt Hamburg die „Stiftung Hamburger Admiralität“ GmbH gegründet, der sie das Eigentum am Schiff übertrug. Diese betreibt zur Instandhaltung und Bewirtschaftung des Museumsschiffs die gemeinnützige „Cap San Diego Betriebsgesellschaft“. Rund zwanzig Mitarbeiter der Betriebsgesellschaft sind im Bordkontor, an Deck, in der Maschine, an der Kasse sowie bei der nächtlichen Bewachung eingesetzt. Sie werden von rund 100 engagierten Ehrenamtlichen an Deck, in der Maschine, im Funkraum und im Shop unterstützt. Besonders bei kulturellen Großveranstaltungen, Fahrten oder größeren Arbeitseinsätzen kann auf diese Mannschaft zurückgegriffen werden. Der Liegeplatz wird durch die Stadt bezahlt.

### Museum
Die Cap San Diego ist im Hamburger Hafen inzwischen ein attraktiver Anziehungspunkt, der von rund 100.000 nationalen und internationalen Besuchern pro Jahr besichtigt wird. Das Museum der Cap San Diego zeigt, neben dem Schiff selbst, diverse Wechselausstellungen und verfügt über mietbare Veranstaltungsräume. Das Museumsschiff, das seit dem 1. Dezember 2003 unter Denkmalschutz steht, hat seinen Liegeplatz an der Überseebrücke in Sichtweite des Dreimasters Rickmer Rickmers und der Hamburger Speicherstadt.
Seit 2017 befindet sich in der ehemaligen Ladeluke 4 ein Escape Game mit 250 Quadratmetern Fläche und vier Spielräumen. Neben dem Escape Game können Gäste auf der Cap San Diego auch ihren Mut im deutschlandweit einzigen Kletterpark auf dem Wasser unter Beweis stellen.

### Hotelbetrieb
Neben der Nutzung als Museumsschiff bietet die Cap San Diego auch Gastronomie und einen kleinen Hotelbetrieb. Die acht für Übernachtungen an Bord zur Verfügung stehenden Kabinen sind bei Touristen sehr beliebt.

### Gästefahrten
Bis zu zehn Gästefahrten werden jährlich durchgeführt. Sie führen nach Helgoland, Cuxhaven, Rendsburg und Kiel. Sowohl die Ein- als auch die Auslaufparaden des Hafengeburtstages werden von der Cap San Diego angeführt. Zum 32. Deutschen Evangelischen Kirchentag 2009 in Bremen fuhr die Cap San Diego von Hamburg in die benachbarte Hansestadt, wo sie als Veranstaltungsort diente.

### Funkstation
Der Amateurfunk Verein Marinefunker-Runde e. V. betreibt im Funkraum des Schiffes eine Amateurfunkstation mit Rufzeichen DLØMFH. Die Funkstation ist an Wochenenden in Betrieb und wird von ehemaligen Marine- und Handelsmarinefunkern besetzt. Die ursprüngliche Seefunkanlage aus den 1960ern ist noch vollständig erhalten, bestehend aus Mittelwelle, Grenzwelle, Kurzwelle und UKW-Sendern und -Empfängern und mehreren Autoalarmgeräten. Auch ist der Funkraum mit einer zeitgemäßen Grenz- und Kurzwellenfunkanlage für den Seefunkdienst ausgerüstet. Für den Amateurfunkbetrieb wurde ein handelsüblicher Amateurfunk-Kurzwellensendeempfänger installiert, der nicht Bestandteil der Seefunkanlage ist, da die Kurzwellenfunkanlagen des Schiffes nur für Frequenzen des Seefunkdienstes im 4-, 6-, 8-, 12- und 16-MHz-Bereich ausgerüstet sind, und nicht im Amateurfunkbetrieb eingesetzt werden können.

## Trivia
- In dem Kriminalfilm Tod eines Freundes, dem Pilotfilm zur Fernsehserie Peter Strohm, ist die Cap San Diego als nigerianischer Frachter zu sehen, der Kokain an Bord hat und beim Einlaufen in den Hamburger Hafen in eine Razzia gerät, die mit einer tödlichen Schießerei an Bord endet.
- Das Schiff war Teil der Kulisse einer Sequenz im Kinofilm James Bond 007 – Der Morgen stirbt nie.
- Am Anfang der Handlung in dem Film Die Pfefferkörner und der Fluch des Schwarzen Königs befinden sich die Pfefferkörner auf dem Schiff.

## Galerie

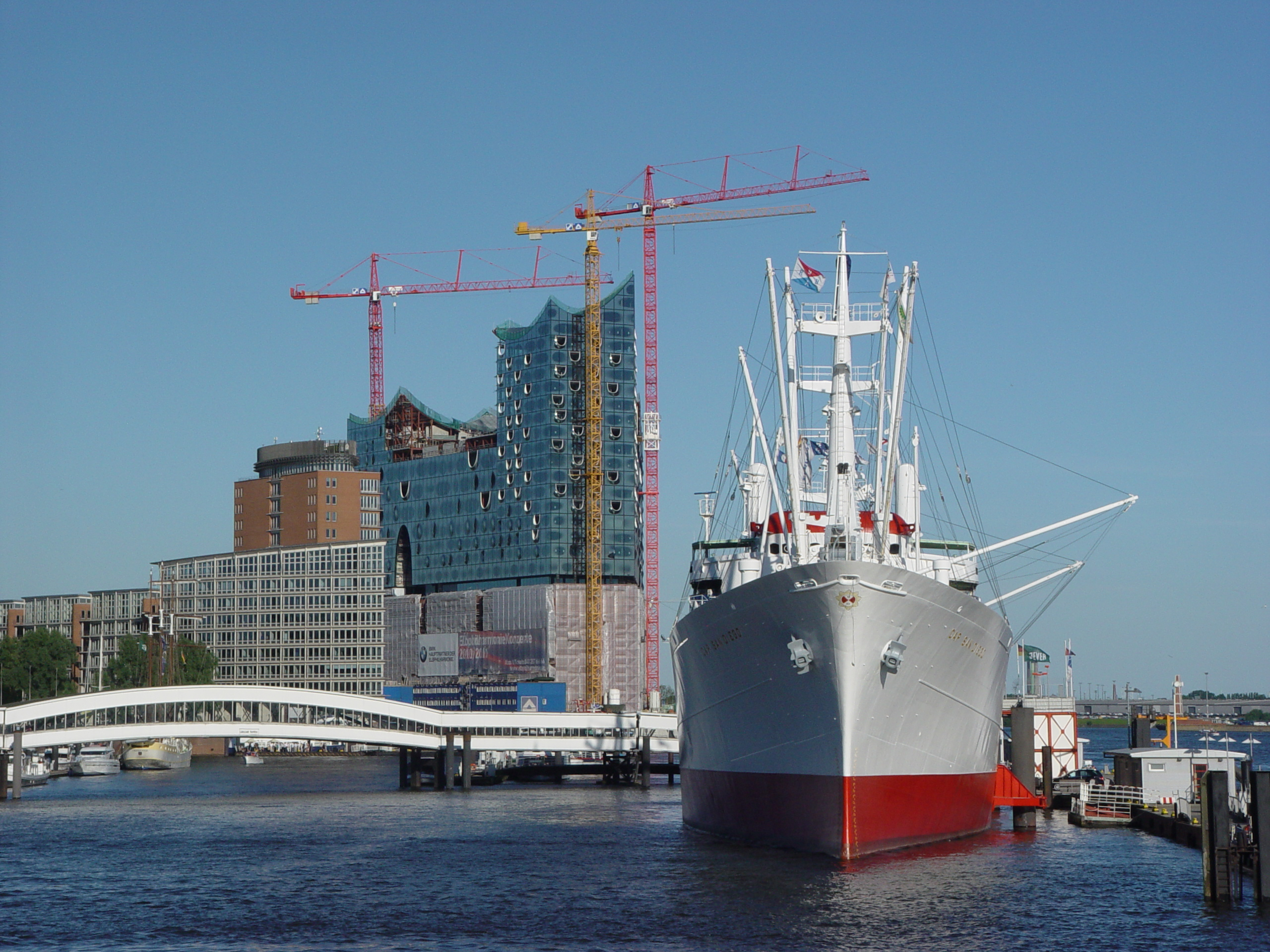
Cap San Diego im Hamburger Hafen. Im Hintergrund die Elbphilharmonie
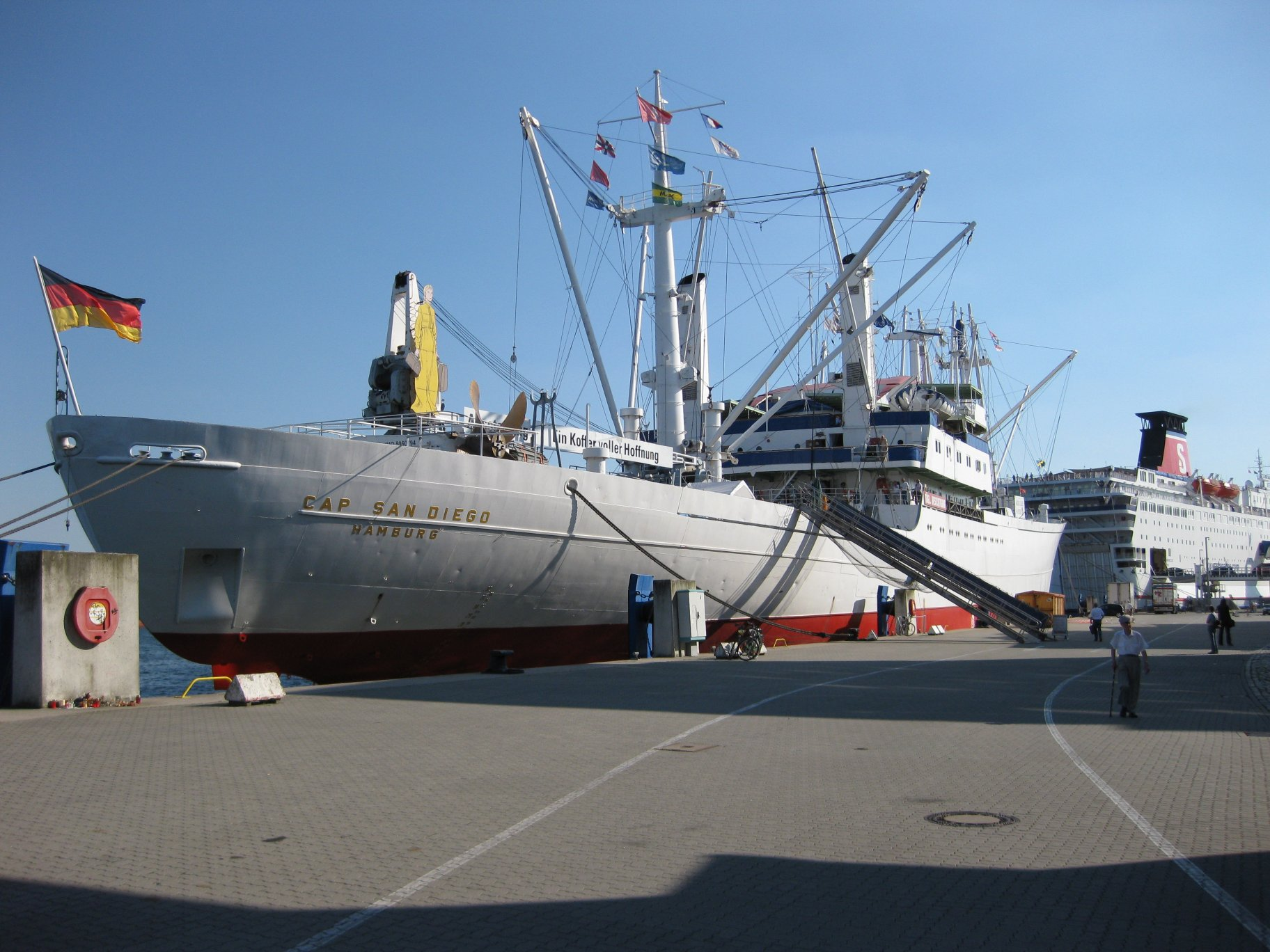
Heckansicht in Kiel, im Hintergrund die Stena-Fähre
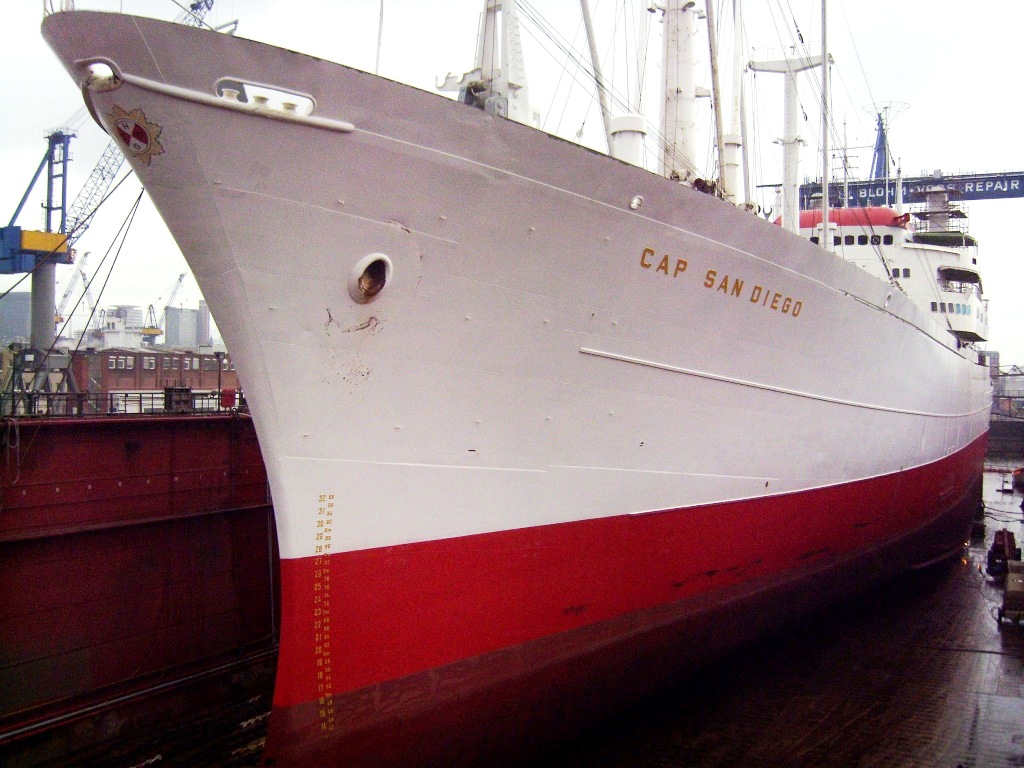
Cap San Diego 2011 im Dock
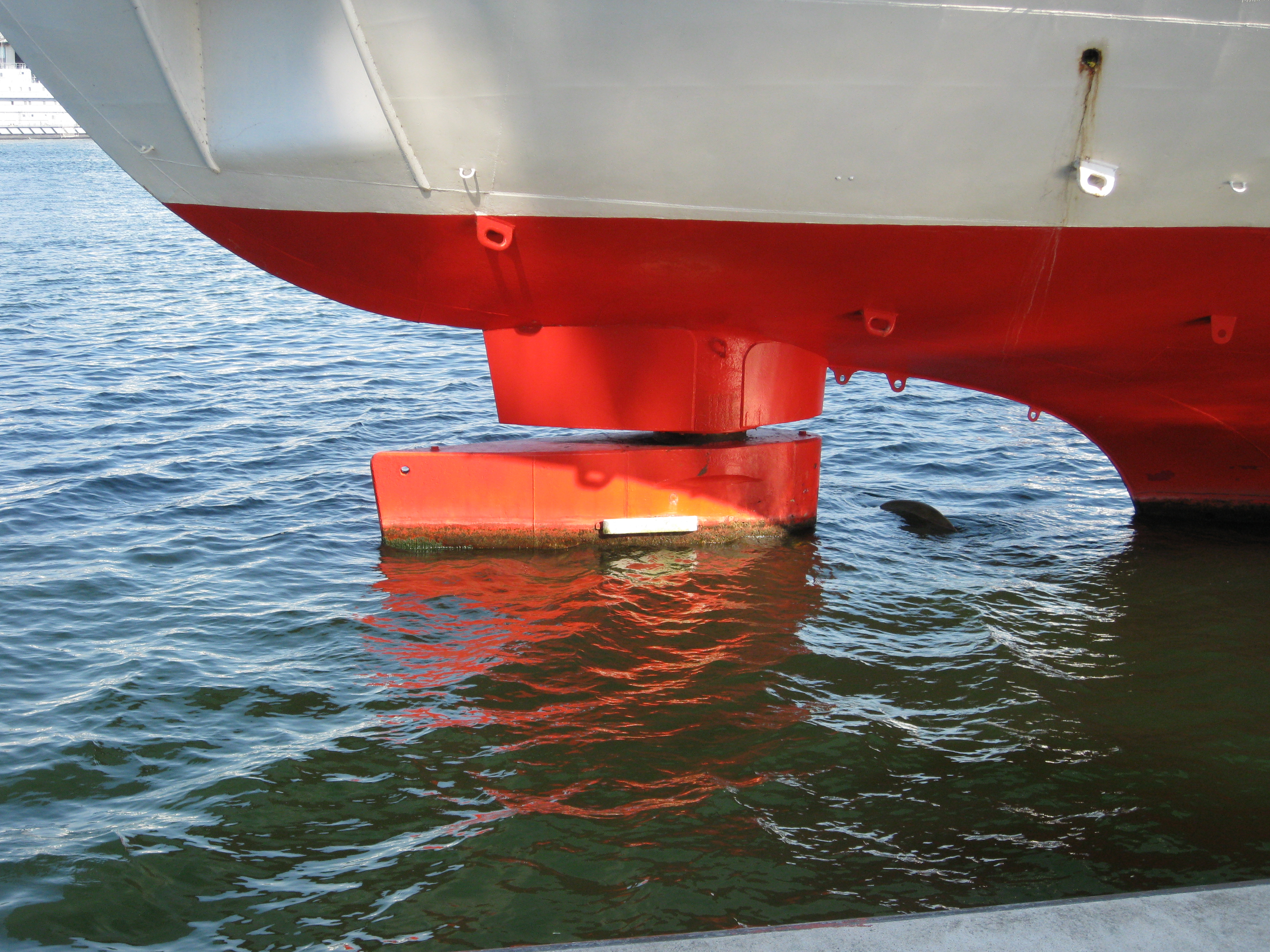
Cap San Diego Ruderanlage
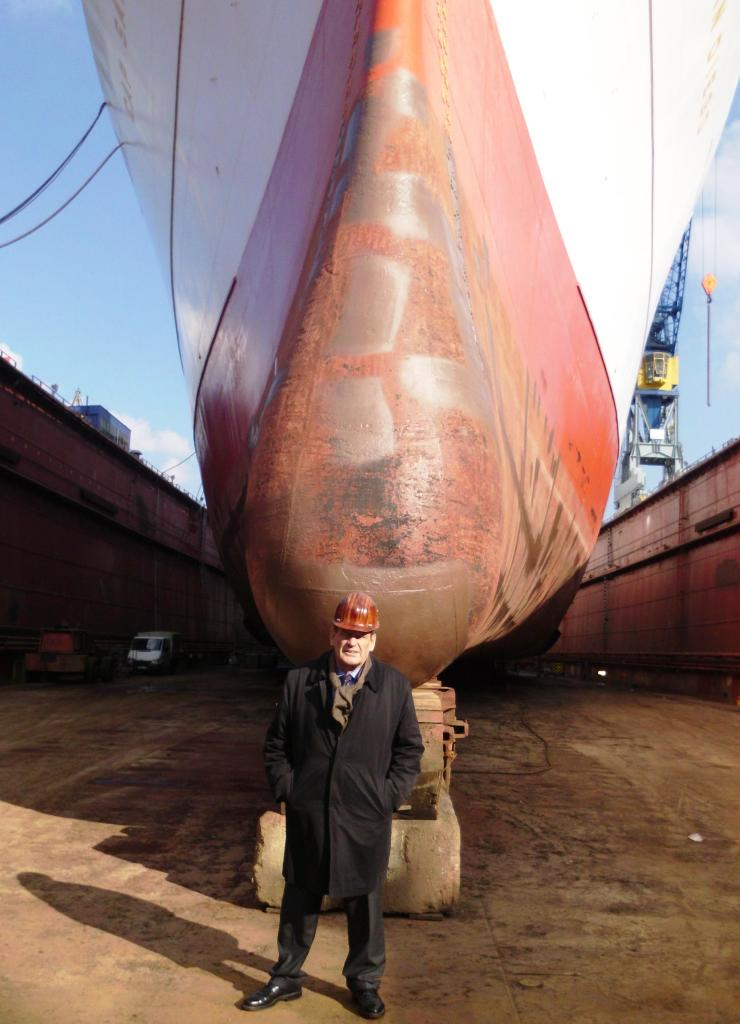
Bug der Cap San Diego mit Mensch als Maßstab
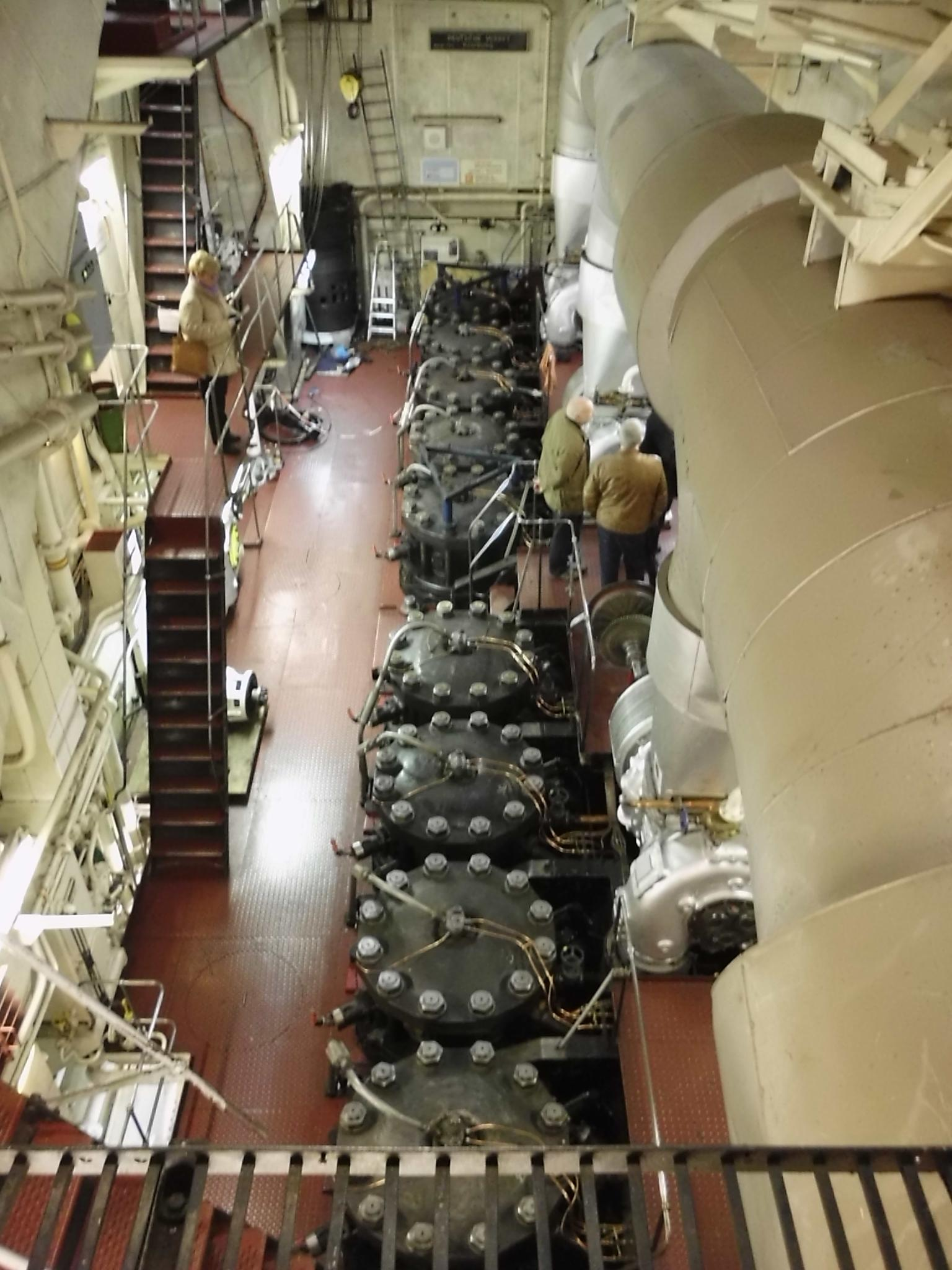
Blick von oben auf die Zylinderköpfe des langsamlaufenden Zweitaktmotors, der als Hauptmaschine der Cap San Diego dient
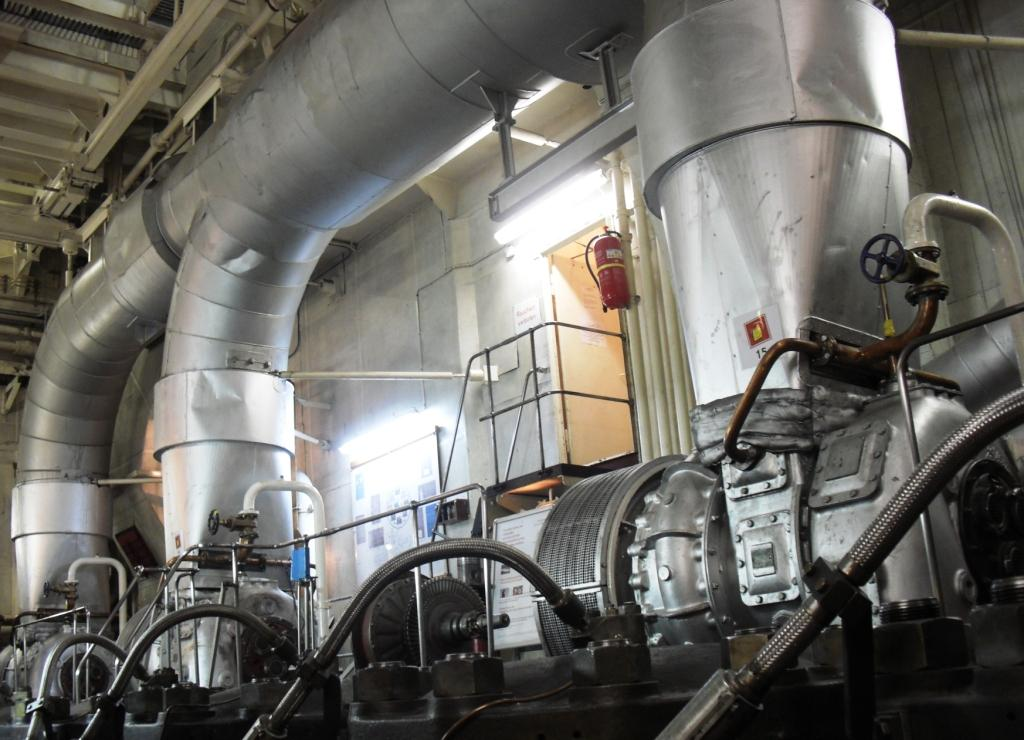
Blick auf die Zylinderstation des Hauptmotors mit den drei Abgasturboladern
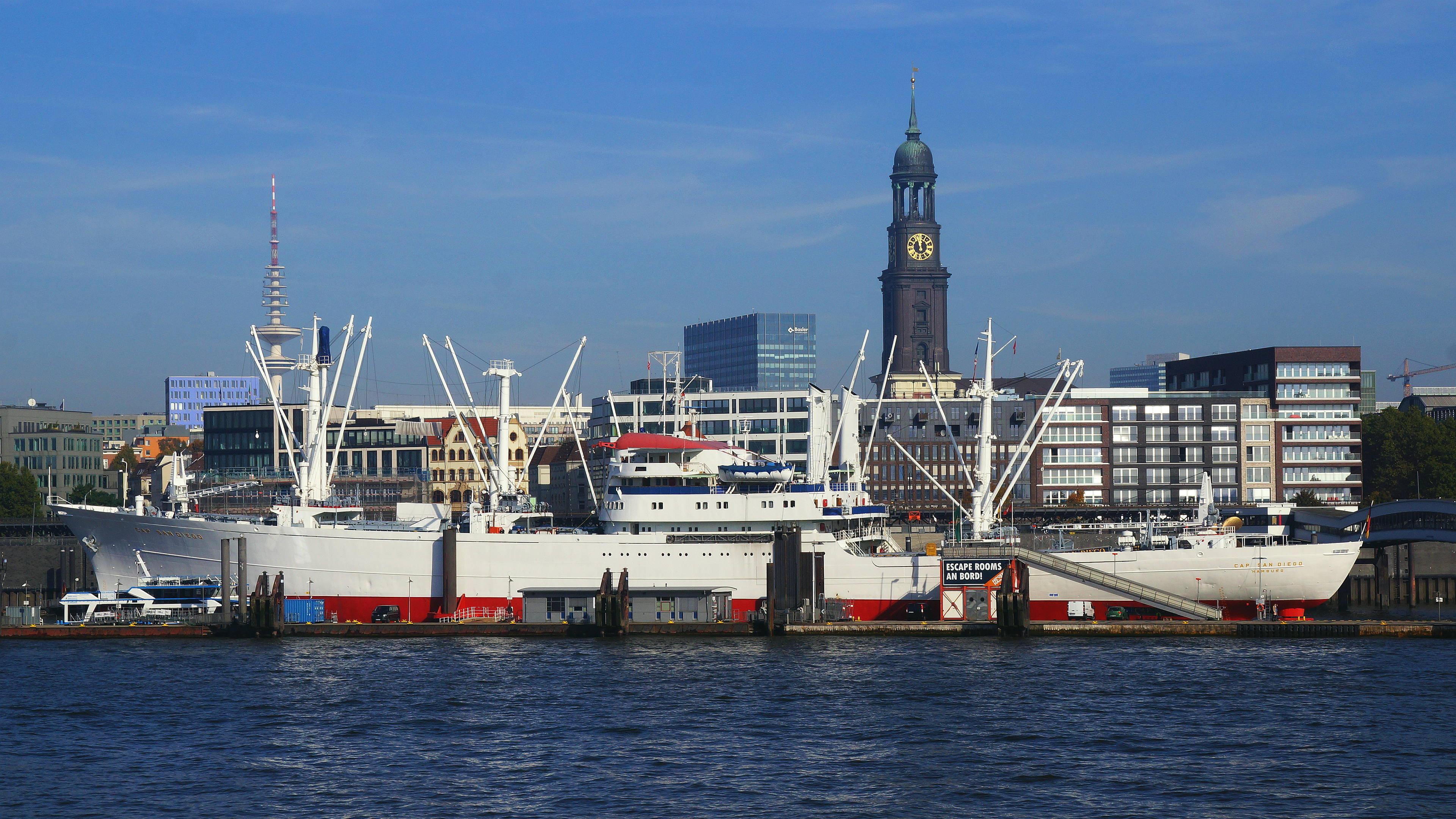
Breitseite der Cap San Diego (L = 159 m)
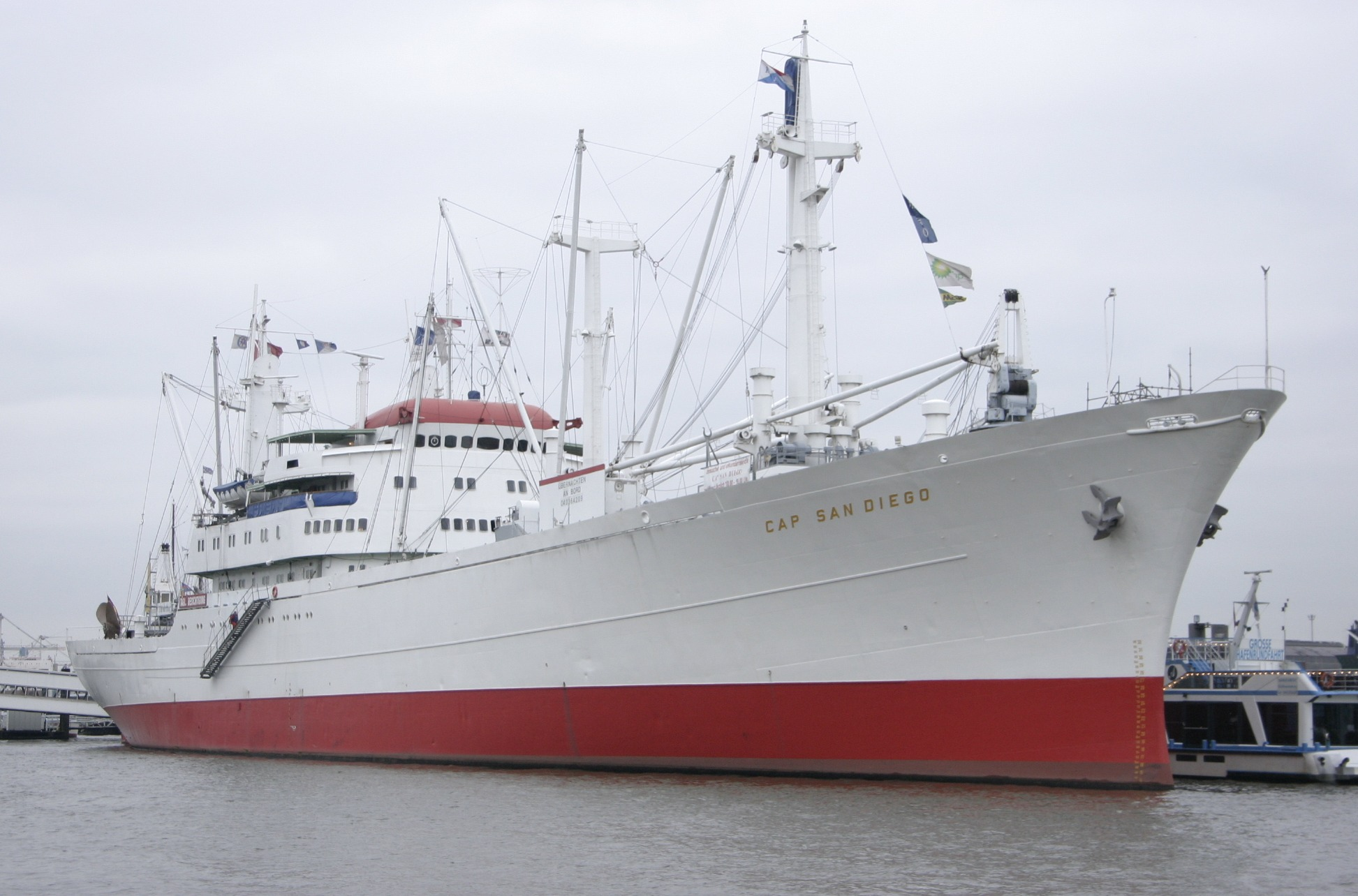
Cap San Diego im Hafen von Hamburg